# Petersburg (Texas)
Pour les articles homonymes, voir Petersburg.
Petersburg est une ville située au sud-est du comté de Hale, dans les plaines Llano Estacado, au Texas, aux États-Unis,. La ville est fondée en 1891.

## Démographie
Lors du recensement de 2010, la ville comptait une population de 1 202 habitants. Elle est estimée, en 2016, à 1 131 habitants.

### Source de la traduction
- (en) Cet article est partiellement ou en totalité issu de l’article de Wikipédia en anglais intitulé « Petersburg, Texas » (voir la liste des auteurs).